# Contre-la-montre masculin aux championnats du monde de cyclisme sur route 2005
Navigation
2004 2006
Le contre-la-montre masculin aux championnats du monde de cyclisme sur route 2005 a lieu le 22 septembre 2005 à Madrid, en Espagne.

## Classement
|                           | Coureur              | Pays           |    | Temps          |
| ------------------------- | -------------------- | -------------- | -- | -------------- |
| Médaille d'or, monde      | Michael Rogers       | Australie      | en | 53 min 34 s 00 |
| Médaille d'argent, monde  | José Iván Gutiérrez  | Espagne        | +  | 23 s 77        |
| Médaille de bronze, monde | Fabian Cancellara    | Suisse         | +  | 23 s 89        |
| 4                         | Rubén Plaza          | Espagne        | +  | 44 s 06        |
| 5                         | Alexandre Vinokourov | Kazakhstan     | +  | 1 min 20 s 24  |
| 6                         | Andrey Kashechkin    | Kazakhstan     | +  | 1 min 29 s 00  |
| 7                         | Bradley Wiggins      | Royaume-Uni    | +  | 1 min 31 s 60  |
| 8                         | Sebastian Lang       | Allemagne      | +  | 1 min 35 s 32  |
| 9                         | Matías Médici        | Argentine      | +  | 1 min 37 s 07  |
| 10                        | Víctor Hugo Peña     | Colombie       | +  | 1 min 41 s 27  |
| 11                        | Bobby Julich         | États-Unis     | +  | 1 min 45 s 37  |
| 12                        | Ondřej Sosenka       | Tchéquie       | +  | 1 min 55 s 49  |
| 13                        | Benjamin Day         | Australie      | +  | 2 min 05 s 46  |
| 14                        | Marzio Bruseghin     | Italie         | +  | 2 min 11 s 68  |
| 15                        | Michael Rich         | Allemagne      | +  | 2 min 13 s 96  |
| 16                        | Raivis Belohvoščiks  | Lettonie       | +  | 2 min 16 s 75  |
| 17                        | Marco Pinotti        | Italie         | +  | 2 min 22 s 78  |
| 18                        | Vasil Kiryienka      | Biélorussie    | +  | 2 min 26 s 00  |
| 19                        | Janez Brajkovič      | Slovénie       | +  | 2 min 29 s 61  |
| 20                        | Jan Hruška           | Tchéquie       | +  | 2 min 37 s 59  |
| 21                        | Brian Vandborg       | Danemark       | +  | 2 min 42 s 54  |
| 22                        | Ryder Hesjedal       | Canada         | +  | 2 min 42 s 82  |
| 23                        | Denis Menchov        | Russie         | +  | 2 min 45 s 17  |
| 24                        | Bert Roesems         | Belgique       | +  | 2 min 49 s 49  |
| 25                        | Gregor Gazvoda       | Slovénie       | +  | 2 min 56 s 49  |
| 26                        | James Lewis Perry    | Afrique du Sud | +  | 2 min 58 s 93  |
| 27                        | Gustav Larsson       | Suède          | +  | 3 min 00 s 17  |
| 28                        | Viatcheslav Ekimov   | Russie         | +  | 3 min 07 s 10  |
| 29                        | Fumiyuki Beppu       | Japon          | +  | 3 min 12 s 88  |
| 30                        | Sylvain Chavanel     | France         | +  | 3 min 18 s 53  |
| 31                        | Leif Hoste           | Belgique       | +  | 3 min 19 s 68  |
| 32                        | Yaroslav Popovych    | Ukraine        | +  | 3 min 27 s 63  |
| 33                        | Piotr Mazur          | Pologne        | +  | 3 min 37 s 28  |
| 34                        | Eric Wohlberg        | Canada         | +  | 3 min 40 s 32  |
| 35                        | Thomas Dekker        | Pays-Bas       | +  | 3 min 44 s 53  |
| 36                        | David George         | Afrique du Sud | +  | 3 min 46 s 81  |
| 37                        | Joost Posthuma       | Pays-Bas       | +  | 3 min 48 s 98  |
| 38                        | David O'Loughlin     | Irlande        | +  | 3 min 52 s 09  |
| 39                        | Michael Blaudzun     | Danemark       | +  | 3 min 55 s 77  |
| 40                        | Andriy Grivko        | Ukraine        | +  | 4 min 00 s 49  |
| 41                        | Łukasz Bodnar        | Pologne        | +  | 4 min 49 s 63  |
| 42                        | Juan Carlos López    | Colombie       | +  | 4 min 54 s 18  |
| 43                        | Linas Balčiūnas      | Lituanie       | +  | 4 min 58 s 35  |
| 44                        | Christophe Moreau    | France         | +  | 5 min 07 s 11  |
| 45                        | Csaba Szekeres       | Hongrie        | +  | 5 min 13 s 34  |
| 46                        | Thomas Lövkvist      | Suède          | +  | 5 min 40 s 66  |
| 47                        | Denis Shkarpeta      | Ouzbékistan    | +  | 5 min 49 s 93  |
| 48                        | Tommi Martikainen    | Finlande       | +  | 7 min 13 s 87  |
| non-partant               | Ivaïlo Gabrovski     | Bulgarie       |    |                |